# Telmatactis vermiformis
Telmatactis vermiformis är en havsanemonart som först beskrevs av Alfred Cort Haddon 1898.  Telmatactis vermiformis ingår i släktet Telmatactis och familjen Isophelliidae. Inga underarter finns listade i Catalogue of Life.